# Lleida
Lleida [ˈʎɛjðə] (lokal [ˈʎejðɛ]; nicht mehr amtliche spanische Bezeichnung Lérida [ˈleɾiða]) ist eine Stadt im Westen der Autonomen Region Katalonien mit 144.739 Einwohnern (Stand: 2024). Sie ist die Hauptstadt der Provinz Lleida und liegt 160 Kilometer südlich der Pyrenäen am Fluss Segre.

## Geschichte
Lleida hieß in der Antike Ilerda und war schon in vorrömischer Zeit ein bedeutender Ort. Es war die befestigte und durch Handel reiche Hauptstadt der Ilergeten und prägte eigene Silbermünzen mit Inschriften im iberischen Alphabet. Im Zweiten Punischen Krieg stand es auf Seiten der Karthager und widersetzte sich den Römern, bis der Häuptling der Ilergeten, Indibilis, 205 v. Chr. endgültig den Römern unterlag. In römischer Zeit gehörte die Stadt zur Provinz Hispania Tarraconensis. Sie befand sich auf einem hohen Hügel am rechten Ufer des Flusses Sicoris, dem heutigen Segre, der hier eine Brücke hatte. Ferner lag sie an der Straße von Tarraco (heute Tarragona) nach Osca (heute Huesca). Hier belagerte Caesar im ersten Jahr seines Bürgerkriegs gegen Pompeius (49 v. Chr.) dessen beide Legaten Lucius Afranius und Marcus Petreius und zwang sie zur Kapitulation. Kaiser Augustus erhob Ilerda zum Municipium. Zur Zeit von Ausonius (4. Jh.) hatte die Bedeutung der Stadt nachgelassen.
Unter den Westgoten wurde Lleida Bischofssitz; 546 fand hier ein Konzil statt. 713 wurde es von den Mauren erobert, die es Lareda oder Lerita nannten. Es gelangte unter ihrer Herrschaft zu hoher Blüte und war eine der bedeutendsten Städte der Provinz Saragossa. Ludwig der Fromme zerstörte Lleida 800 und verleibte es der Spanischen Mark ein, doch fiel die Stadt bald wieder an die Mauren. Von diesen eroberte sie der christliche Herrscher Raimund Berengar IV. 1149 zurück, im 12. und 13. Jahrhundert war sie zeitweise Residenz der Könige von Aragón. Im Zeitraum 1300–1717 war die Universität Lleida von Bedeutung; 1991 wurde sie wiedererrichtet.
Seine strategische Lage machte Lleida auch in der Neuzeit wiederholt zum Schauplatz kriegerischer Ereignisse. 1642 von den Franzosen erobert, wurde sie schon im folgenden Jahr von Philipp IV. wieder genommen. 1646 und erneut 1647 von den Franzosen vergeblich belagert, musste Lleida sich im Spanischen Erbfolgekrieg im November 1707 dem Herzog von Orléans ergeben und ein strenges Strafgericht über sich ergehen lassen, wobei die Bewohner auch aller bis dahin behaupteten Vorrechte (Fueros) verlustig gingen.
1808, beim Aufstand Spaniens gegen Napoleon Bonaparte, war die Junta von Lleida unter den ersten, die Napoleon den Krieg erklärten und die Bevölkerung zum Widerstand gegen die Franzosen aufriefen. Am 23. April 1810 wurden die Spanier unter Enrique José O’Donnell von den Franzosen unter Louis Gabriel Suchet in der Nähe von Lleida geschlagen. Am folgenden 14. Mai, nach kurzer Belagerung, ergab sich die Stadt den Franzosen. Im Oktober 1813 fiel sie durch Verrat an die Spanier zurück.
Am 2. November 1937, während des Spanischen Bürgerkrieges, wurde Lleida von einem schweren Luftangriff der italienischen Luftwaffe überrascht. Dabei wurden 210 Zivilisten, darunter viele Schüler, getötet.

## Wirtschaft und Infrastruktur

### Wirtschaft
Wichtige Wirtschaftszweige sind die Landwirtschaft und der Tourismus. Darüber hinaus gibt es Betriebe der Nahrungsmittel-, der Chemie- und der Textilindustrie.

### Verkehr
Öffentlicher Verkehr
Lleida hat einen Busbahnhof und einen Bahnhof der spanischen Staatseisenbahnen Renfe. Diese Station heißt Lleida-Pirineus und ist seit 2004 ein Haltepunkt der AVE-Schnellfahrstrecke Madrid–Barcelona.
Individualverkehr
Die Autobahn Autovía A-2 verbindet Lleida direkt mit Barcelona nach Osten und Saragossa und Madrid Richtung Westen. Die Autobahn ist teilweise mautpflichtig. Daneben gibt es gut ausgebaute Landstraßen, die meist parallel zur Autobahn verlaufen.
Flughafen
Seit Februar 2010 verfügt Lleida über einen eigenen Flughafen mit Verbindungen nach Mallorca.

## Bildung und Erziehung
Die Universität Lleida (UdL: Universitat de Lleida) ist eine der ältesten Universitäten in Spanien. Sie wurde um 1300 gegründet und bestand zunächst bis zu ihrer Schließung 1717. Im Jahr 1991 wurde sie wiedererrichtet.

## Klimatabelle
|                        | Jan  | Feb  | Mär  | Apr  | Mai  | Jun  | Jul  | Aug  | Sep  | Okt  | Nov  | Dez |   |      |
| Mittl. Temperatur (°C) | 5,5  | 7,7  | 11,3 | 13,7 | 17,9 | 22,3 | 25,2 | 24,9 | 20,9 | 15,9 | 9,7  | 5,7 | ⌀ | 15,1 |
| Mittl. Tagesmax. (°C)  | 10,0 | 13,8 | 18,3 | 20,7 | 25,0 | 29,8 | 33,0 | 32,4 | 27,8 | 22,0 | 14,9 | 9,8 | ⌀ | 21,5 |
| Mittl. Tagesmin. (°C)  | 0,9  | 1,6  | 4,2  | 6,7  | 10,8 | 14,7 | 17,4 | 17,4 | 13,9 | 9,7  | 4,4  | 1,5 | ⌀ | 8,6  |
|                        |      |      |      |      |      |      |      |      |      |      |      |     |   |      |
| Niederschlag (mm)      | 26   | 15   | 21   | 39   | 42   | 27   | 12   | 18   | 41   | 43   | 30   | 24  | Σ | 338  |
|                        |      |      |      |      |      |      |      |      |      |      |      |     |   |      |
| Sonnenstunden (h/d)    | 3,7  | 5,7  | 7,3  | 8,3  | 9,1  | 10,7 | 11,5 | 10,3 | 8,5  | 6,3  | 4,5  | 3,1 | ⌀ | 7,4  |
|                        |      |      |      |      |      |      |      |      |      |      |      |     |   |      |
| Regentage (d)          | 4,2  | 2,6  | 3,5  | 5,4  | 5,5  | 3,5  | 1,8  | 2,4  | 3,8  | 4,8  | 4,4  | 4,1 | Σ | 46   |
|                        |      |      |      |      |      |      |      |      |      |      |      |     |   |      |
| Luftfeuchtigkeit (%)   | 81   | 71   | 62   | 59   | 58   | 53   | 52   | 56   | 63   | 73   | 80   | 84  | ⌀ | 66   |

| 0,9 |

| 1,6 |

| 4,2 |

| 6,7 |

| 10,8 |

| 14,7 |

| 17,4 |

| 17,4 |

| 13,9 |

| 9,7 |

| 4,4 |

| 1,5 |

| 0,9 |

| 1,6 |

| 4,2 |

| 6,7 |

| 10,8 |

| 14,7 |

| 17,4 |

| 17,4 |

| 13,9 |

| 9,7 |

| 4,4 |

| 1,5 |

## Kultur und Sehenswürdigkeiten

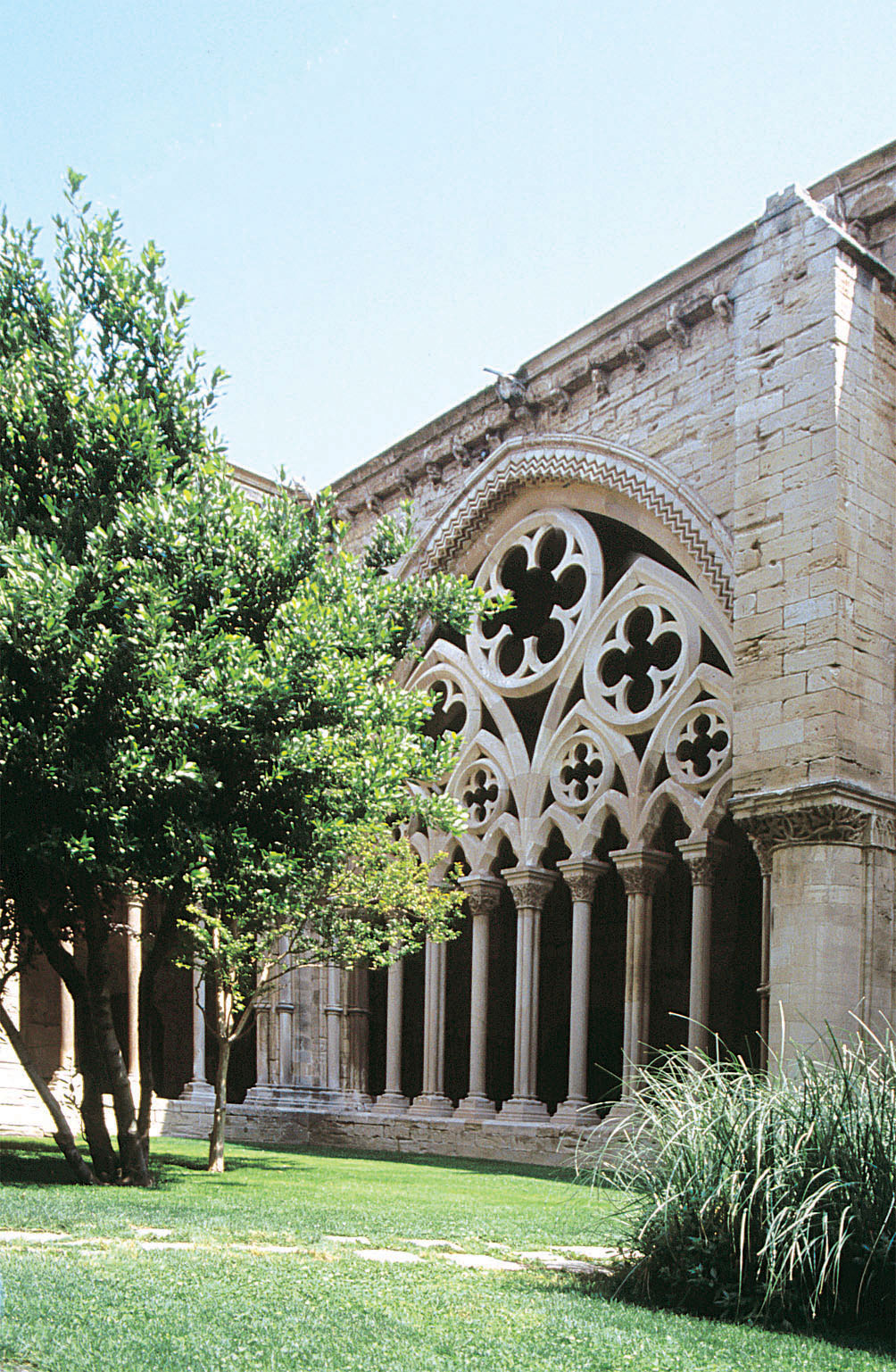
Kreuzgang der ehemaligen Kathedrale La Seu Vella
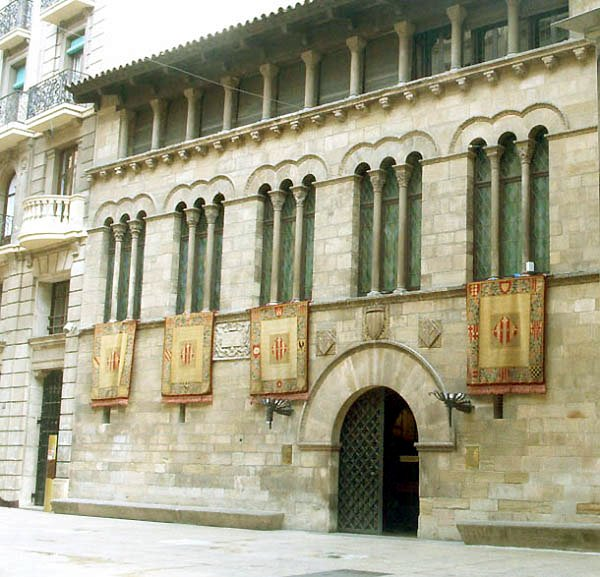
Paeria de Lleida, Sitz des Rathauses von Lleida
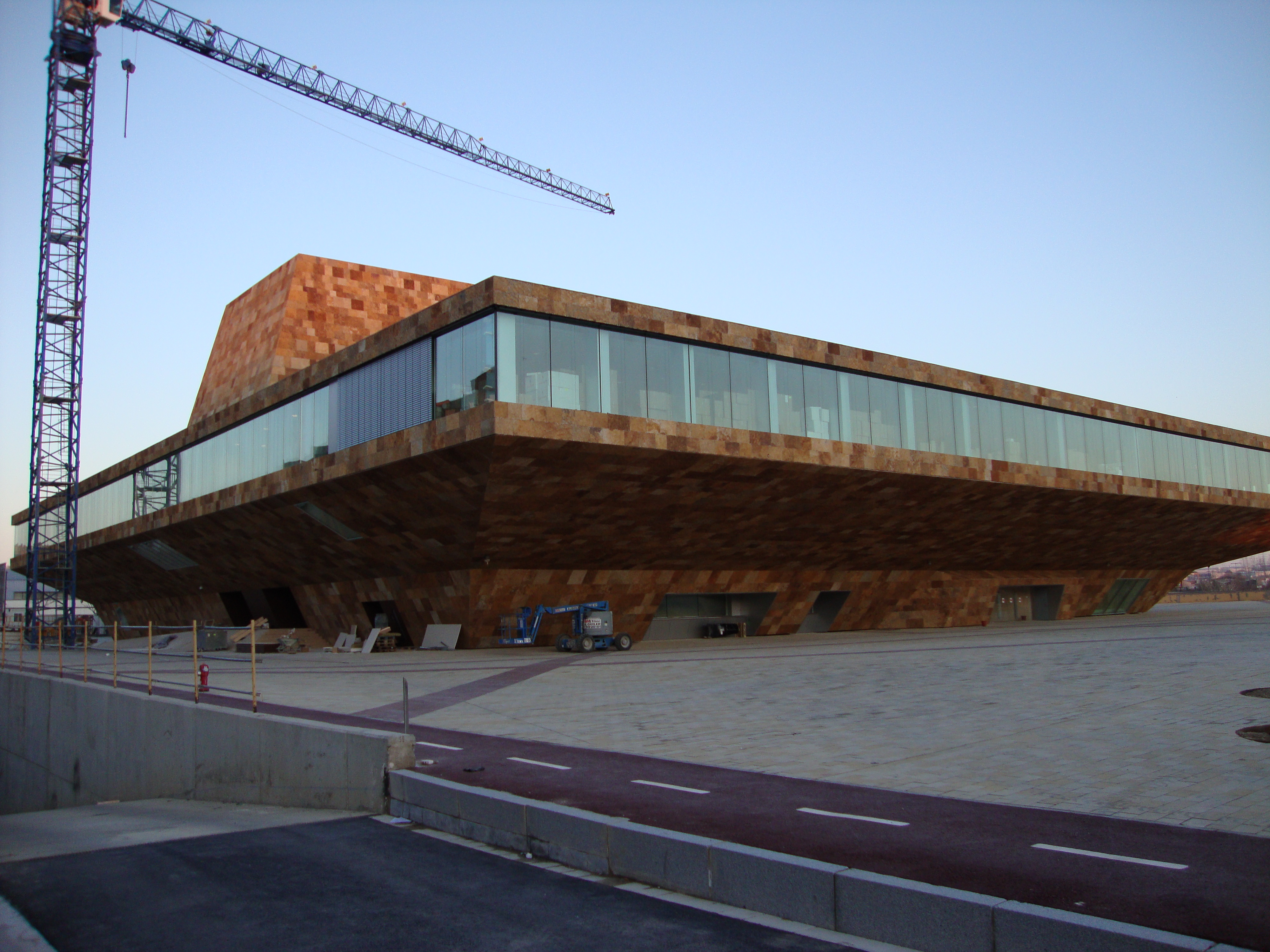
Kongresszentrum La Llotja
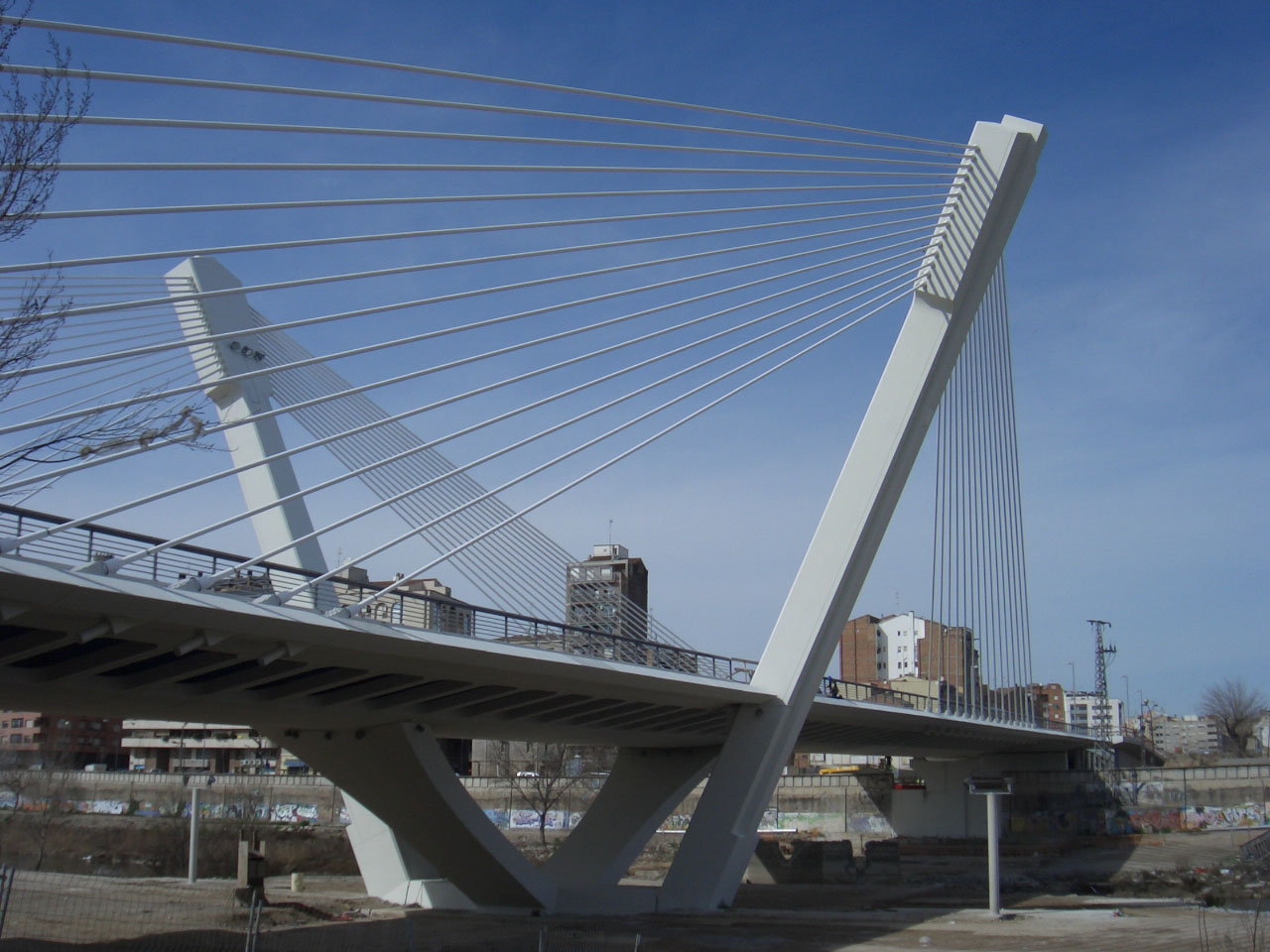
Brücke Pont de Príncep de Viana (2010 fertiggestellt)
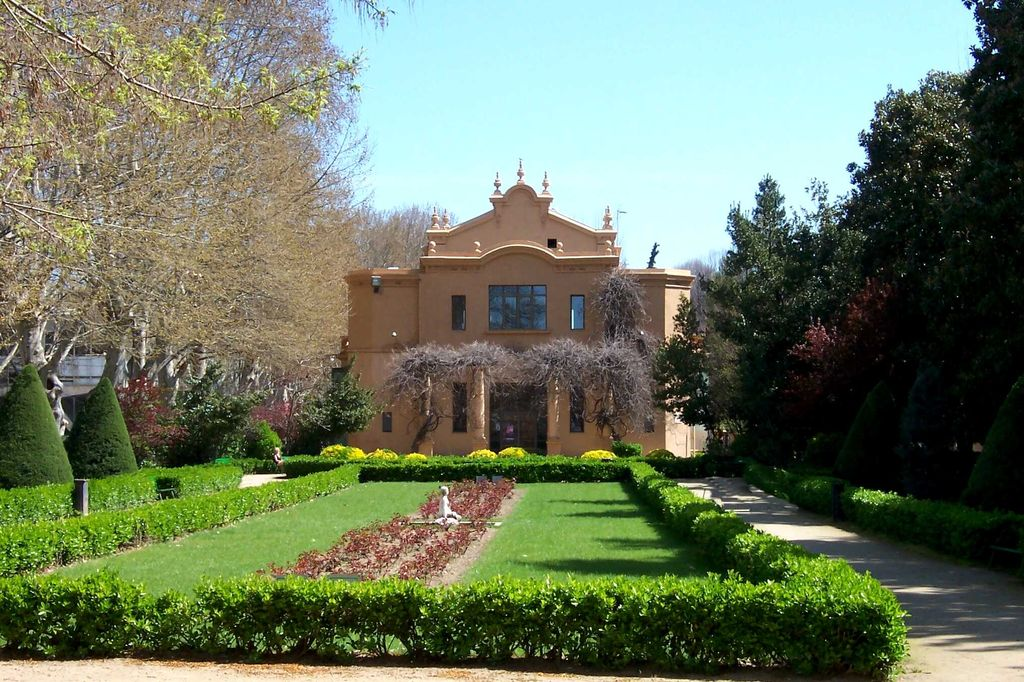
Ansicht des Camps Elisis in Lleida mit Meerjungfrauen-Springbrunnen

## Söhne und Töchter der Stadt
- Martina Castells Ballespí (1852–1884), Ärztin
- Enric Granados i Campiña (1867–1916), Komponist und Pianist
- Ricardo Viñes (1875–1943), Pianist
- Adolf Florensa i Ferrer (1889–1968), Architekt
- Vicente Cantarino (1925–2017), spanisch-amerikanischer Literaturwissenschaftler
- German Rovira (1931–2022), Theologe, Priester und Schriftsteller
- Landelino Lavilla (1934–2020), Jurist, Wirtschaftsmanager und Politiker
- Enric Gensana (1936–2005), Fußballspieler
- Joaquín Larroya (1937–2021), Kanute
- Josep Maria Abella Batlle (* 1949), Generaloberer der Claretiner, Bischof von Fukuoka
- Jordi-Agustí Piqué i Collado (* 1963), Theologe, Komponist, Organist, Musikpädagoge und Benediktiner
- Jaume Balagueró (* 1968), Regisseur, Drehbuchautor und Filmproduzent
- Araceli Segarra (* 1970), Extrembergsteigerin
- Emilio Alzamora (* 1973), Motorradrennfahrer, Weltmeister 1999
- Núria Añó (* 1973), Schriftstellerin
- Josep Oms Pallisé (* 1973), Schachspieler
- Sergi Escobar (* 1974), Radrennfahrer
- Albert Costa (* 1975), Tennisspieler
- Javier Estrada Fernández (* 1976), Fußballschiedsrichter
- Eva Ledesma (* 1980), Duathletin und Triathletin
- Óscar Rubio Fauria (* 1984), Fußballspieler
- Kílian Jornet Burgada (* 1987), Skibergsteiger, Bergläufer und Duathlet
- Miquel Roqué Farrero (1988–2012), Fußballspieler
- Pablo Hasél (* 1988), Rapper, Songwriter und politischer Aktivist
- Jordi Quintillà (* 1993), Fußballspieler
- Marc Cardona (* 1995), Fußballspieler
- Sergej Milinković-Savić (* 1995), Fußballspieler
- Aleix Porras (* 1999), Leichtathlet
- Bojan Radulović (* 1999), serbischer Fußballspieler
- Bernat Erta (* 2001), Sprinter
- Ai Tsunoda (* 2002), Judoka
- Berta Segura (* 2003), Sprinterin

## Städtepartnerschaften
| - Foix (Frankreich) seit 1963 - Ferrara (Italien) | - Lérida (Kolumbien) |